# Zaldibar
Pour les articles homonymes, voir Zaldívar (homonymie).
Zaldibar en basque ou Zaldívar en espagnol est une commune de Biscaye dans la communauté autonome du Pays basque en Espagne.
Le nom officiel de la ville est Zaldibar.

## Géographie

### Quartiers
Les quartiers de Zaldibar sont Eitzaga, Sallabente, Goierri, Gatzaga, Urizar et Aranguren.

### Sources
- (es) Cet article est partiellement ou en totalité issu de l’article de Wikipédia en espagnol intitulé « Zaldívar » (voir la liste des auteurs).